# Anthaxia atomaria
Anthaxia (Haplanthaxia) atomaria – gatunek chrząszcza z rodziny bogatkowatych, podrodziny Buprestinae i plemienia Anthaxiini.
Gatunek ten został opisany w 1922 przez Jana Obenbergera. W obrębie rodzaju Anthaxia (kwietniczek) należy do podrodzaju Haplanthaxia, a w nim do grupy gatunków Anthaxia atomaria species-group.
Ciało długości od 3,2 do 3,5 mm, czarne, słabo błyszczące. Czoło w zarysie wklęsłe i faliste. Oczy wystające poza zarys głowy. Rzeźba przedplecza złożona z oczek opatrzonych ziarenkami środkowymi. Równe i płaskie pokrywy mają niewklęśnięte w wierzchołkowej ⅓ boczne krawędzie.
Kwietniczek ten znany jest z Konga i Demokratycznej Republiki Konga.